# تنشؤ داخلي

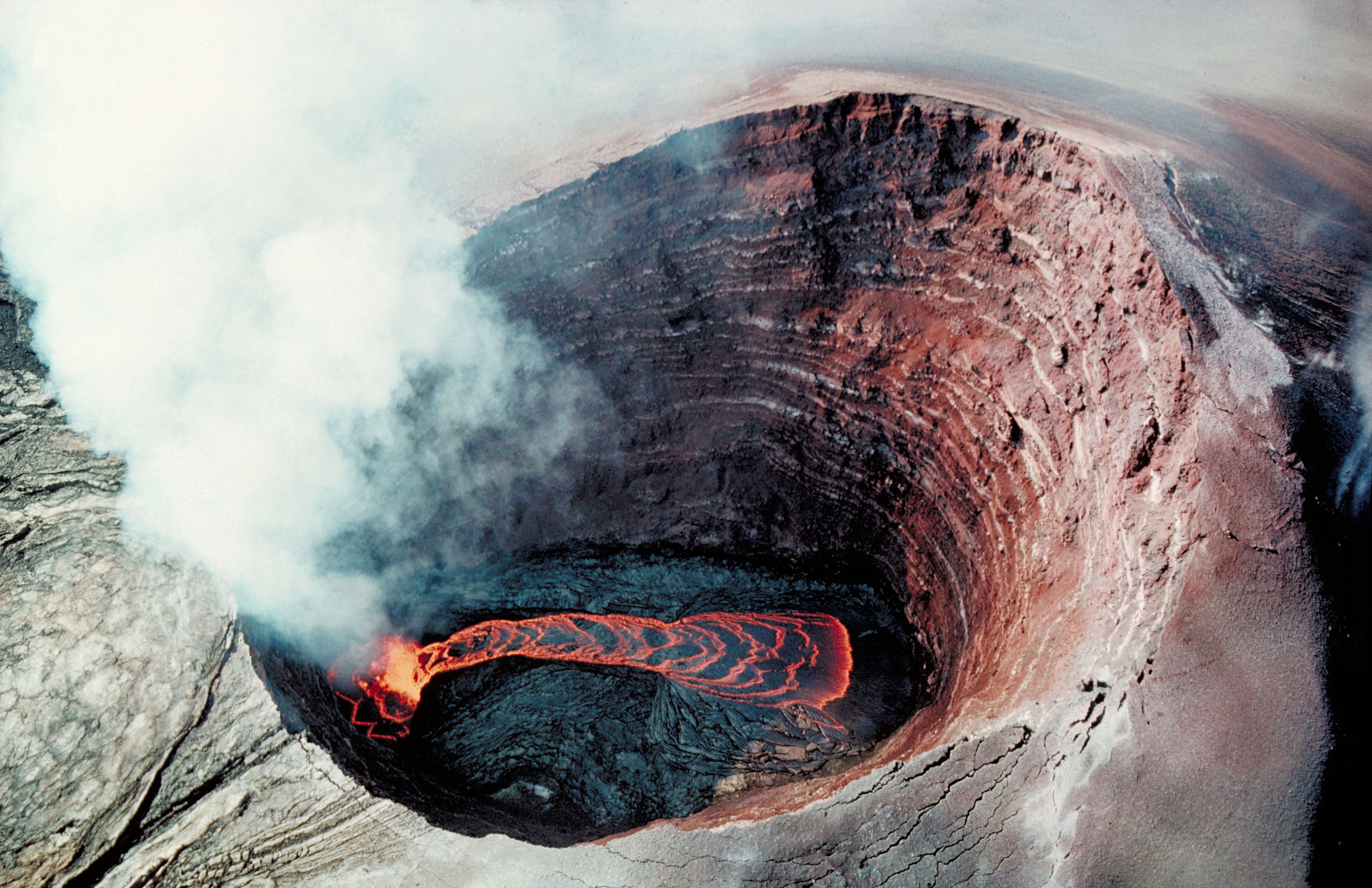

التنشؤ داخلي أو النماء الباطني في علم الأحياء مادة داخلية أو عملية داخلية أو ذاتية تنشأ أو تتم داخل الكائن الحي، أو في أحد أنسجته، أو في أحد خلاياه.
العناصر الفيروسية الذاتية EVE هي أجزاء من دنا فيروسات أدخلت في سلف (أب أو جد) من كروماسومات خلية جنسية. تلك الأجزاء هي متتابعات جينية تكون مأخوذة من جينوم فيروس أو قد تكون جينوم كامل لفيروس، فتصبح جزءا في الخلية الجديدة وتنتقل بذلك من جيل إلى آخر.
أما عملية داخلية أو ذاتية تشمل الدورة الشهرية عند النساء، وكذلك الشيخوخة، والتواتر اليومي في النبات والحيوان عبر 24 ساعة.
وفي بعض الأنظمة البيولوجية يشير تعبير «داخلي» إل مستقبل دنا (وهذا الإستقبال يتم عادة في حقيقيات النوى). ولكن بسبب الاستتباب فتكون التفرقة بين «تأثير داخلي» أو «تأثير خارجي» صعبا.
عامل نسخ ذاتي أو عامل نسخ داخلي يشير إلى إنتاجات في الخلية، بعكس عامل نسخ مستنسخ .

## في الأحياء
التنشؤ الداخلي (بالإنجليزية: Endogeny)‏ هي عملية تكاثر لاجنسي، وتعد من أبرز طرق تكاثر المقوسة الغوندية، وتتضمن عملية غير معتاد، حيث تتكون الخلايا الجديدة داخل الخلية الأم والتي تستهلكها ذريتها حتى ينفصلون عنها.

## فروع أخرى
يستخدم تعبير «داخلي» في علوم أخرى غير الأحياء: ففي الجيولوجيا تعبر «عملية داخلية» عن عملية تتم في باطن الأرض عن طريق قوى داخلية مثل الشد والحرارة.
كذلك يستخدم التعبير في الطب وفي الاقتصاد.

## اقرأ أيضا
- استتباب
- تواتر يومي
- العادة الشهرية
- دورة حياة معقدات القمة
- التكاثر الانشطاري
- التكاثر البوغي